# Ohrigocea stankovici
Ohrigocea stankovici is een slakkensoort uit de familie van de Hydrobiidae. De wetenschappelijke naam van de soort is voor het eerst geldig gepubliceerd in 1959 door Hadzisce.